# Carlo d'Aragona Tagliavia
Alessandro Manzoni ne I promessi sposi »
Carlo Luigi d'Aragona Tagliavia, principe di Castelvetrano, soprannominato Magnus Siculus, (Palermo, 25 dicembre 1521 – Madrid, 23 settembre 1599), è stato un nobile, politico e militare italiano del XVI secolo al servizio della Corona spagnola.

## Biografia
Nacque a Palermo il 25 dicembre 1521, da Giovanni, marchese di Terranova, e dalla nobildonna Antonia Concessa d'Aragona Alliata dei baroni di Avola, di cui era figlio primogenito. Nel 1538, alla morte della madre, ereditò da costei le baronie di Avola e di Terranova, ambedue elevate a marchesato per privilegio dell'8 agosto 1543, esecutoriato il 16 febbraio 1544, concessogli dall'imperatore Carlo V d'Asburgo, che lo investì perciò dei titoli di I Marchese di Avola e I Marchese di Terranova. Al padre succedette nel possesso del Marchesato di Terranova, della Contea di Castelvetrano e delle baronie di Pietra Belice e Burgio Milluso - di cui si investì l'11 settembre 1549 - oltre che dei suoi beni immobiliari.
A Carlo fu imposto come primo cognome quello materno degli Aragona, in ragione della più antica e regale ascendenza del casato - il cui capostipite era Orlando d'Aragona, figlio naturale del re Federico III di Sicilia - rispetto a quello paterno dei Tagliavia.  Da bambino accompagnò il Marchese Giovanni suo padre, al servizio dell'esercito imperiale spagnolo, nelle spedizioni in Africa, come la Presa di Algeri del 1529, come pure nelle Fiandre e in Germania.
Governatore della nobile Compagnia della Carità di Palermo nel 1539 e 1543, la sua carriera politica ebbe inizio come capitano di giustizia della medesima città nel 1545-46. Nel 1551, fu capitano d'armi a Siracusa, città che difese dai ripetuti attacchi delle navi turche. Soprannominato Magnus Siculus dal Cardinale di Granvelle, fu per quaranta giorni reggente del trono di Spagna dopo l'abdicazione dell'Imperatore Carlo V avvenuta nel 1557, in attesa della maggiore età del figlio Filippo.
L'Aragona Tagliavia, fu in seguito deputato del Regno nel 1557-62 e nel 1566-70, capitano generale e presidente del Regno di Sicilia nel 1566-68. Il re Filippo II di Spagna lo investì dei seguenti titoli: I Duca di Terranova, con privilegio del 22 agosto 1561, esecutoriato il 23 ottobre del medesimo anno; I Principe di Castelvetrano, con privilegio del 28 aprile 1564 esecutoriato il 14 ottobre; Il Conte di Borgetto, con privilegio del 31 marzo 1566, esecutoriato il 31 luglio, nonché di regio consanguineo.  Fu inoltre cavaliere dell'Ordine d'Aviz e dell'Ordine del Toson d'oro (1585).
Ammiraglio e gran connestabile del Regno dal 1566, il Principe di Castelvetrano prese parte alla battaglia di Lepanto del 1571, combattuta tra le flotte della Lega Santa e quelle dell'Impero ottomano, nelle 10 galere di Sicilia comandate dal duca Juan de Cardona. Dopo questa battaglia, che vide la vittoria delle forze cristiane, ricoprì nuovamente l'incarico di presidente del Regno di Sicilia dal settembre 1571 all'aprile 1577.
Durante gli anni siciliani, l'Aragona Tagliavia ebbe particolare attenzione per i suoi feudi, in particolare del Principato di Castelvetrano: nel 1546 vi fondò il convento dei Frati cappuccini, dotandolo di una rendita e di preziose reliquie, tra cui, una parte del velo di Sant'Anna e i resti del frate Pietro di Mazara, giunto con un crocifisso miracoloso; pochi anni dopo, creò un Monte di Pietà e la Compagnia dei Bianchi per la cura dei malati e l'assistenza spirituale dei condannati a morte; dopo il 1570, fece ingrandire la chiesa di San Domenico, fatta costruire a Castelvetrano dai suoi antenati, e le decorazioni degli interni furono affidate al pittore Antonino Ferraro da Giuliana. Da governatore della Sicilia promosse un'azione di riqualificazione urbanistica di Palermo, che vide la realizzazione della via del Cassero e di piazza Bologni nel 1566.
La monarchia spagnola gli assegnò in seguito altri incarichi fuori dalla Sicilia: il 30 agosto 1578, fu destinato, quale plenipotenziario del Re di Spagna, per trattare insieme con i commissari dell'Imperatore, la pacificazione dei Paesi Bassi; il 7 marzo 1581, venne nominato luogotenente del Principato di Catalogna e delle Contee del Rossiglione e della Cerdagna; il 18 ottobre 1582 fu nominato Governatore di Milano, incarico che ricoprì fino al 1592. Da governatore del ducato milanese, nel 1588, fu inviato dal Re di Spagna per stipulare la pace con i Cantoni svizzeri. Dopo la morte di Filippo II, il suo successore il re Filippo III di Spagna lo nominò presidente del Supremo Consiglio d'Italia.
Morì a Madrid il 23 settembre 1599, ma, come da lui richiesto nel testamento, fu seppellito a Castelvetrano nella chiesa di San Domenico.

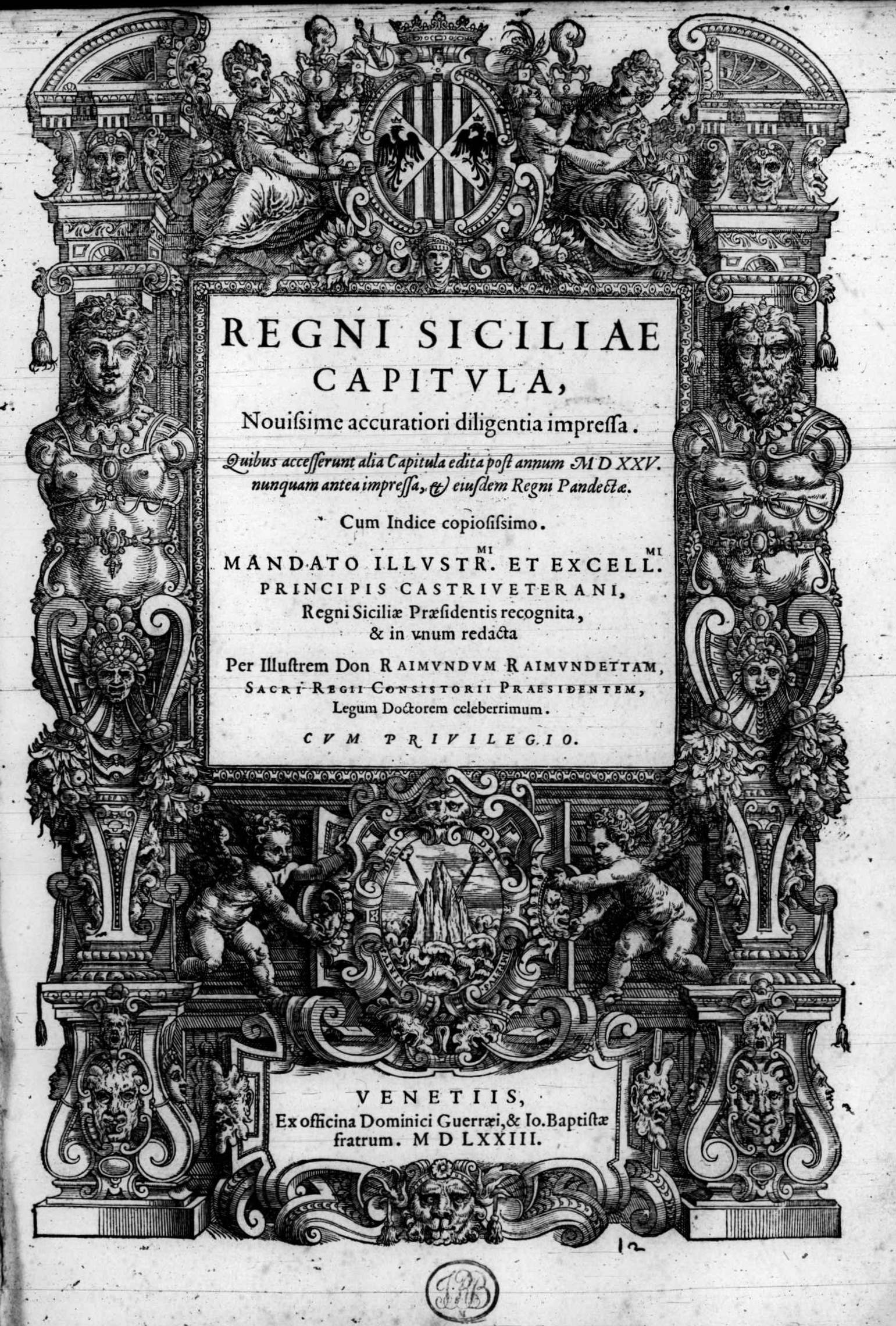
Capitula Regni Siciliae, 1573 (edizione stampata a Venezia per volere del viceré Carlo d'Aragona Tagliavia)
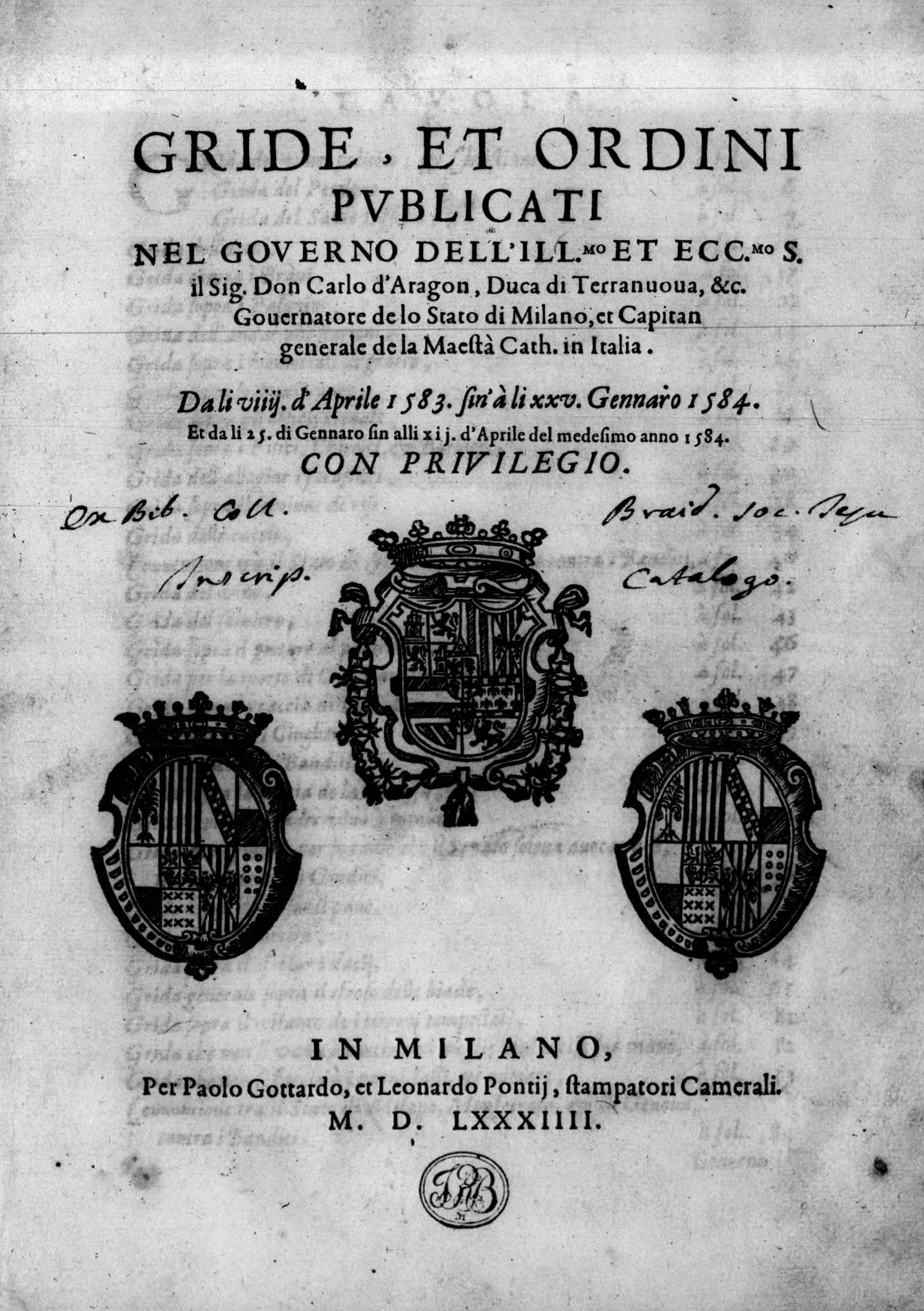
Gride, et ordini pubblicati nel Governo dell'illustrissimo et eccellentissimo signor Don Carlo d'Aragon, gridario pubblicato a Milano nel 1584

## Matrimonio e figli
Carlo Tagliavia d'Aragona sposò nel 1547 la nobildonna Margherita Ventimiglia, figlia del marchese Simone I Ventimiglia e della principessa Elisabetta Moncada; la coppia ebbe tredici figli:
- Giovanni Tagliavia d'Aragona, (1548 - 1590), sposò la baronessa Maria de Marinis.
- Pietro Tagliavia d'Aragona, sposò Castellana Centelles del Bosco.
- Simeone Tagliavia d'Aragona, (20 maggio 1550 – 20 maggio 1604), avviato alla carriera ecclesiastica, venne creato cardinale di Santa Romana Chiesa il 12 dicembre 1583 dal Pontefice Papa Gregorio XIII.
- Ottavio Tagliavia d'Aragona, (1565 – 5 settembre 1623), sin da giovane venne avviato alla carriera militare, militando sotto l'Impero Spagnolo. Nel 1596 passò nelle Fiandre al servizio del duca Alessandro Farnese, ottenendo il comando di una compagnia di lancieri. Servì sotto il comando degli ammiragli Martín de Padilla e Álvaro de Bazán.
- Giulia Tagliavia d'Aragona, (1535 - 1621), sposò nel 1582 il principe Fabrizio I Carafa della Spina, I principe di Roccella e III marchese di Castelvetere, figlio del marchese Girolamo Carafa della Spina e della duchessa Livia Spinelli.
- Anna Tagliavia d'Aragona, (1535 - 1581). Il 14 febbraio 1574 sposò a Palermo il Principe Giovanni III Ventimiglia, I principe di Castelbuono e IX marchese di Geraci, figlio di Simone II Ventimiglia, VIII marchese di Geraci, e della principessa Maria Antonia Ventimiglia.
- Ferdinando Tagliavia d'Aragona, religioso.
- Vincenzo Tagliavia d'Aragona, religioso.
- Isabella Tagliavia d'Aragona, sposò Ercole Branciforte, conte di Cammarata.
- Beatrice Tagliavia d'Aragona, sposò Scipione Conclubet, marchese di Arena.
- Emilia Caterina Tagliavia d'Aragona, sposò Paolo Federico, marchese di Montefalcone.
- Cesare Tagliavia d'Aragona, sposò Anna Ventimiglia ed in seconde nozze Margherita del Carretto.
- Giuseppe Tagliavia d'Aragona, commendatore dell'Ordine di Malta.

## Ascendenza
|                                                            |                                                      |                                                      | Genitori                                     |  |  | Nonni |  |  | Bisnonni                                                     |  |  | Trisnonni                                             |  |
|                                                            |                                                      |                                                      |                                              |  |  |       |  |  | Giovanni Antonio Tagliavia Emanuele, barone di Castelvetrano |  |  | Antonino Tagliavia del Bosco, barone di Castelvetrano |  |
|                                                            |                                                      |                                                      |                                              |  |  |       |  |  | Giovanni Antonio Tagliavia Emanuele, barone di Castelvetrano |  |  | Antonino Tagliavia del Bosco, barone di Castelvetrano |  |
|                                                            |                                                      | Eufemia Emanuele                                     |                                              |  |  |       |  |  | Giovanni Antonio Tagliavia Emanuele, barone di Castelvetrano |  |  |                                                       |  |
| Giovanni Vincenzo Tagliavia Amato, barone di Castelvetrano |                                                      |                                                      |                                              |  |  |       |  |  | Giovanni Antonio Tagliavia Emanuele, barone di Castelvetrano |  |  |                                                       |  |
|                                                            |                                                      | Eufemia Amato Termini                                | Giovanni Amato, barone di Belice             |  |  |       |  |  |                                                              |  |  |                                                       |  |
|                                                            |                                                      | Eufemia Amato Termini                                | Giovanni Amato, barone di Belice             |  |  |       |  |  |                                                              |  |  |                                                       |  |
|                                                            |                                                      | Eufemia Amato Termini                                | Contessa Termini                             |  |  |       |  |  |                                                              |  |  |                                                       |  |
| Giovanni Tagliavia d'Aragona, marchese di Terranova        |                                                      | Eufemia Amato Termini                                |                                              |  |  |       |  |  |                                                              |  |  |                                                       |  |
|                                                            |                                                      | Gaspare Federico d'Aragona Cruyllas, barone di Avola | Giovanni Federico d'Aragona, barone di Avola |  |  |       |  |  |                                                              |  |  |                                                       |  |
|                                                            |                                                      | Gaspare Federico d'Aragona Cruyllas, barone di Avola | Giovanni Federico d'Aragona, barone di Avola |  |  |       |  |  |                                                              |  |  |                                                       |  |
|                                                            |                                                      | Gaspare Federico d'Aragona Cruyllas, barone di Avola | Beatrice Cruyllas, baronessa di Terranova    |  |  |       |  |  |                                                              |  |  |                                                       |  |
| Beatrice d'Aragona                                         |                                                      | Gaspare Federico d'Aragona Cruyllas, barone di Avola |                                              |  |  |       |  |  |                                                              |  |  |                                                       |  |
|                                                            |                                                      | Chiara d'Aragona                                     | Pietro d'Aragona, barone di Avola            |  |  |       |  |  |                                                              |  |  |                                                       |  |
|                                                            |                                                      | Chiara d'Aragona                                     | Pietro d'Aragona, barone di Avola            |  |  |       |  |  |                                                              |  |  |                                                       |  |
|                                                            |                                                      | Chiara d'Aragona                                     | ?                                            |  |  |       |  |  |                                                              |  |  |                                                       |  |
| Carlo d'Aragona Tagliavia, principe di Castelvetrano       |                                                      | Chiara d'Aragona                                     |                                              |  |  |       |  |  |                                                              |  |  |                                                       |  |
|                                                            | Gaspare Federico d'Aragona Cruyllas, barone di Avola | Giovanni Federico d'Aragona, barone di Avola         |                                              |  |  |       |  |  |                                                              |  |  |                                                       |  |
|                                                            | Gaspare Federico d'Aragona Cruyllas, barone di Avola | Giovanni Federico d'Aragona, barone di Avola         |                                              |  |  |       |  |  |                                                              |  |  |                                                       |  |
|                                                            | Gaspare Federico d'Aragona Cruyllas, barone di Avola | Beatrice Cruyllas, baronessa di Terranova            |                                              |  |  |       |  |  |                                                              |  |  |                                                       |  |
| Carlo d'Aragona, barone di Avola                           | Gaspare Federico d'Aragona Cruyllas, barone di Avola |                                                      |                                              |  |  |       |  |  |                                                              |  |  |                                                       |  |
|                                                            |                                                      | Chiara d'Aragona                                     | Pietro d'Aragona, barone di Avola            |  |  |       |  |  |                                                              |  |  |                                                       |  |
|                                                            |                                                      | Chiara d'Aragona                                     | Pietro d'Aragona, barone di Avola            |  |  |       |  |  |                                                              |  |  |                                                       |  |
|                                                            |                                                      | Chiara d'Aragona                                     | ?                                            |  |  |       |  |  |                                                              |  |  |                                                       |  |
| Antonia Concessa d'Aragona Alliata, baronessa di Avola     |                                                      | Chiara d'Aragona                                     |                                              |  |  |       |  |  |                                                              |  |  |                                                       |  |
|                                                            |                                                      | Mariano Alliata Tagliavia, signore di Giuliana       | Gerardo Alliata                              |  |  |       |  |  |                                                              |  |  |                                                       |  |
|                                                            |                                                      | Mariano Alliata Tagliavia, signore di Giuliana       | Gerardo Alliata                              |  |  |       |  |  |                                                              |  |  |                                                       |  |
|                                                            |                                                      | Mariano Alliata Tagliavia, signore di Giuliana       | Laura Tagliavia                              |  |  |       |  |  |                                                              |  |  |                                                       |  |
| Giulia Alliata Settimo                                     |                                                      | Mariano Alliata Tagliavia, signore di Giuliana       |                                              |  |  |       |  |  |                                                              |  |  |                                                       |  |
|                                                            |                                                      | Elisabetta Settimo Ciampolini                        | Antonio Settimo, barone di Giarratana        |  |  |       |  |  |                                                              |  |  |                                                       |  |
|                                                            |                                                      | Elisabetta Settimo Ciampolini                        | Antonio Settimo, barone di Giarratana        |  |  |       |  |  |                                                              |  |  |                                                       |  |
|                                                            |                                                      | Elisabetta Settimo Ciampolini                        | Polissena Ciampolini                         |  |  |       |  |  |                                                              |  |  |                                                       |  |
|                                                            |                                                      | Elisabetta Settimo Ciampolini                        |                                              |  |  |       |  |  |                                                              |  |  |                                                       |  |